# Busto de Nefertiti
O busto de Nefertiti é um busto feito de calcário com cerca de 3400 anos de idade, retratando Nefertiti, a Grande Esposa Real do faraó egípcio Aquenáton, uma das obras de arte mais imitadas do Antigo Egito. Devido à obra, Nefertiti tornou-se uma das mulheres mais célebres da Antiguidade, bem como um ícone da beleza feminina. Acredita-se que tenha sido feito em 1345 a.C., pelo escultor Tutemés.
Uma equipe de arqueólogos alemães, liderada por Ludwig Borchardt, descobriu o busto em 1912, no ateliê de Tutemés em Amarna, no Egito, e ele foi desde então mantido em diversas localidades da Alemanha - incluindo uma mina de sal em Merkers-Kieselbach, o Museu Dahlem (então em Berlim Ocidental), o Museu Egípcio de Charlotemburgo e o Museu Altes. Atualmente está em exposição no Neues Museum, em Berlim, onde era exibido antes da Segunda Guerra Mundial.
O busto de Nefertiti tornou-se um símbolo cultural da capital alemã, bem como do Egito Antigo. Também é tema de uma intensa discussão histórica entre os dois países, em vista da exigência das autoridades egípcias por sua devolução desde a década de 1920. Existem também controvérsias envolvendo sua autenticidade, e sua relação com a exposição de arte O Corpo de Nefertiti.

## História
Nefertiti (literalmente em português "A bela chegou") foi a Esposa Real do faraó egípcio Aquenáton (seu nome de faraó oficial era Amenófis IV) na 18.ª Dinastia do Egito. Amenófis IV quando subiu ao trono, instituiu o culto enoteísta chamado Atonismo, dedicado ao Disco Solar Atom. Maiores detalhes da vida da Esposa Real de Aquenáton são desconhecidos, ela desaparece das crônicas do reino de Amarna no duodécimo ano do reinado de Aquenáton, acredita-se que a referida rainha teria atingido o posto de faraó e governado sozinha após a morte do faraó. Entre muitas teorias, Nefertiti seria filha de um oficial chamado Ay (sucessor de Tutancâmon).
Outro ponto que vale ressaltar é que o busto não apresenta qualquer inscrição ou identificação. O Busto de Nefertiti é atribuído ao escultor real chamado Tutemés, no ano de 1345 a.C.